# 奥野史子
奥野 史子（おくの ふみこ、結婚後の本名・朝原 史子（あさはら ふみこ）、1972年4月14日 - ）は、日本の元アーティスティックスイミング選手、タレント、スポーツコメンテーター。
夫は陸上競技・短距離走及び走幅跳の元選手で、北京オリンピック男子4x100mリレーの銀メダリスト の朝原宣治。3児（長男・長女・次女）の母親。

## 来歴

### 生い立ち
京都府京都市出身で、現在も同市内に在住。京都市中京区にある呉服店に、三姉妹の末っ子として生まれた。4歳のときに、京都市の水泳教室、「京都踏水会」で水泳を始め、さらに6歳（小学校1年生）からシンクロナイズドスイミング（当時）を始めた。京都市立龍池小学校、京都市立城巽中学校を卒業。中学生時代に、井村雅代が代表を務める「井村シンクロクラブ」でシンクロの指導を受けた。
1988年に四天王寺高校に推薦入学。高校卒業後の1991年に同志社大学へ入学。大学卒業後は、1995年に同志社大学大学院へ入学し、同大学院を修了した。
現役引退後は、タレント・スポーツコメンテーターを主に各種メディアに出演中。また、日本人初のシルク・ドゥ・ソレイユパフォーマーとしてアメリカで活躍。2002年に朝原と結婚、その直後に妊娠したことを機に帰国、日本でのタレント活動を再開。その後は、朝原が副理事長を務める一般社団法人アスリートネットワークの理事としても活動。京都市教育委員や文部科学省中央教育審議会委員などの公職を経て、2015年4月1日付でシンクロナイズドスイミング日本代表時代のコーチだった田中ウルヴェ京（1988年ソウル五輪シンクロ・デュエット銅メダリスト）と共に、びわこ成蹊スポーツ大学の客員教授に就任した。

### アーティスティックスイミング選手としての活躍
高校在学中は、シンクロナイズドスイミングが初めて正式種目となった国体に出場して優勝した。さらに、日本代表としても活躍。1989年、FINAシンクロワールドカップパリ大会では、日本チームの一員として銅メダルを獲得。同志社大学商学部への進学後の1991年、世界選手権パース大会でチーム銅メダル、W杯ボン大会でソロ銅メダル・デュエット銀メダル。
同志社大2年生だった、1992年に出場の1992年バルセロナオリンピックではソロで3位入賞、高山亜樹と組んだデュエットでも3位入賞を果たし、合計2個の五輪銅メダリストと成る。此れにより、日本代表として1984年ロサンゼルス五輪と、1988年ソウル五輪に引き続き、シンクロ種目では3大会連続でソロ・デュエット共に3位入賞を果たした。
1993年、シンクロワールドカップローザンヌ大会ではチームで銅メダルを獲得。しかしロシアの台頭で、ソロとデュエットでメダルを逃してしまい、失意のどん底に落ちるが一念発起する。
1994年世界選手権ローマ大会のソロ種目で、それまでのシンクロの常識を覆す女の情念や怒りを表現した「笑わないシンクロ」、「夜叉の舞」をフリールーティンにて披露する。世界選手権ではソロ種目で史上初の芸術点オール満点を記録し、日本人としても当時最高順位の2位となる銀メダルを獲得。この快挙達成に奥野は思わず嬉し涙を流し、現在でも日本シンクロ界で語り継がれる伝説の演技となった。デュエットでも銀メダル、チームでも銅メダルを獲得。さらに同年の広島アジア大会ではソロ・デュエットで共に金メダルを獲得した。
しかし1995年1月、腰痛の悪化などを理由に現役引退を表明。

### 日本人初の「シルク・ドゥ・ソレイユ」パフォーマー
1998年の夏期休暇中にラスベガスを訪問。現地で鑑賞したシルク・ドゥ・ソレイユの水中ショー「O（オー）」の公演に感銘を受けたことから、1999年（平成11年）に同集団のトライアウトへ参加した。
トライアウトでは、「難関」とされるオーディションを重ねた末に、自身と同じ1996年アトランタオリンピックシンクロ元日本代表団体銅メダリスト選手の河辺美穂と共に日本人として初めて合格。2001年10月、「O」のラスベガス公演で、河辺と共にパフォーマーデビューを果たした。朝原と結婚するまでパフォーマーとして「O」に出演していたが、結婚直後に第一子の懐妊が判明したことから、2002年10月にシルク・ドゥ・ソレイユを退団。そのまま日本へ帰国すると、長女を出産した。

## 人物

### 夫・朝原宣治について
1991年4月に奥野が同志社大へ入学して間もない頃、在学中からゼミの同期生でも有った現在の夫・朝原宣治と偶然隣同士で初対面してから、その後長らく交際していた。また、一時は同大学の大学院にも在籍していた。2002年に朝原と結婚。当時朝原は陸上競技・現役選手として、奥野が暮らすアメリカに留学していた。
2003年4月には第一子となる女児を、2006年7月には第二子となる男児を出産している。2008年（平成20年）の北京オリンピック陸上男子400mリレー走決勝には、朝原が日本代表チームのアンカーとして出場。日本代表は当時3着（のち2位へ繰り上げ）でゴールに到達したため、夫婦揃ってオリンピックのメダリストになった。奥野は長女とともに、北京の会場で決勝のレースを観戦。朝原のメダル獲得が確定した瞬間は、手が震えて涙が止まらなかったという。
北京オリンピック閉幕後の2008年11月22日の「いい夫婦の日」には、関西地方出身者同士のオリンピック・メダリスト夫婦として、「パートナー・オブ・ザ・イヤー2008」の表彰を受けた。
2011年7月に第三子となる女児を出産した。

### 社会活動・トライアスロンへの挑戦
結婚・出産後は、家事・育児・レギュラー番組への出演などと並行しながら、京都市教育委員や文部科学省中央教育審議会委員などの公職を歴任。小児がんと闘う子供・家族の支援団体「チャイルド・ケモ・ハウス」に協力したり、スポーツ・育児・教育関連のシンポジウムでたびたびパネリストを務めたりするなど、社会活動にも積極的に取り組んでいる。
2010年からは、関西を拠点に活動するトップアスリートとして、夫の朝原と共にアスリートネットワークへ参加。2013年2月から、「楽しむスポーツ」と「チャイルド・ケモ・ハウスへの支援」の両立を目標に、トライアスロンへの挑戦を表明。同年4月14日開催の「石垣島トライアスロン2013」で「エイジの部」に出場すると、総合記録3時間16分58秒（総合順位668位）で完走した。

## 選手としての特徴
すばやい動きと技術の高さで知られ、これらの動きは歌舞伎をテーマにしている。

## 著作
- パパ、かっこよすぎやん! - 夫婦で勝ち取った五輪3個の銅メダル - （小学館 2008年12月 ISBN 978-4093878081）

## 番組出演

### 現在

#### テレビ
- かんさい情報ネットten.（読売テレビ） - 月・金曜レギュラーで、産前産後休暇をはさんで断続的に出演。
- おしゃれ工房 → すてきにハンドメイド（NHK教育）[14]

#### ラジオ
- 松井愛のすこ〜し愛して♥（MBSラジオ）- 2021年9月3日より不定期で金曜パートナーとして出演。

### 過去

#### テレビ
- 第45回NHK紅白歌合戦（NHK総合・ラジオ第1） - 審査員、1994年12月31日
- 週刊田尾スポ!（関西テレビ） - 1995年4月
- やじうまワイド（テレビ朝日） - 月 - 金曜スポーツコメンテーター、1998年3月30日 - 2000年4月1日
- イブニング・ファイブ（TBS）- 2005年4月から長男出産の直前までコメンテーターとして出演
- 朝だ!生です旅サラダ（朝日放送）[15]
- FNNスーパーニュースアンカー（関西テレビ） - 月曜コメンテーター、2007年10月 - 2009年3月
- 産地発!たべもの一直線（NHK総合・BS2・教育） - 不定期出演
- 月刊カンテレ批評（関西テレビ）- 不定期出演
- プリプリ（毎日放送）- 月曜レギュラー、2012年10月 - 2013年3月
- 知りたがり!（フジテレビ）- 水曜レギュラー
- 情報ライブ ミヤネ屋（読売テレビ）- 不定期出演
- ウェークアップ!ぷらす（読売テレビ）- 不定期出演
- あさチャン!（TBS） - 水曜日隔週交代でスポーツコメンテーター、2017年4月 - 2018年3月

#### ラジオ
- KYOTO塾（関西テレビ・KBS京都）-　パーソナリティー
- かんさい土曜ほっとタイム（NHKラジオ第1）- 月一回の週替わりパーソナリティ
- 上泉雄一のええなぁ![16]（MBSラジオ）- 火曜→水曜→火曜パートナーで、2009年4月の番組開始当初から2021年9月28日まで、産前産後休暇をはさんで断続的に出演。2017年4月以降の隔週水曜日には、早朝に東京のTBSテレビ本社スタジオで『あさチャン!』の生放送へ臨んでから、大阪の毎日放送本社へ移動したうえで夕方から当番組に登場していた。
- 眠れない貴女へ（NHK-FM） - 隔週日曜パーソナリティー（2013年4月 ～2021年3月）